# Yutaro Hara
Yutaro Hara (født 23. april 1990) er en japansk fodboldspiller, som spiller for den japanske fodboldklub Ehime FC.